# 劉弘 (隋)
劉 弘（りゅう こう、? - 591年）は、北斉から隋にかけての人物。字は子光。本貫は彭城郡彭城県叢亭里。

## 経歴
劉悦（劉廞の弟）の子として生まれた。北斉に仕えて行台郎中・襄城沛郡穀陽三郡太守・西楚州刺史をつとめた。北斉が滅ぶと、北周の武帝に仕えて彭城郡太守となった。
580年（大象2年）、尉遅迥の乱が起こると、尉遅迥の部将の席毗が徐州と兗州を攻撃した。劉弘は兵を率いて席毗をはばみ、功績により儀同・永昌郡太守・斉州長史に任じられた。588年（開皇8年）、南朝陳に対する征戦に従軍した。589年（開皇9年）、行軍長史として総管吐万緒の下で長江を渡った。上儀同の位を加えられ、濩沢県公に封じられ、泉州刺史に任じられた。590年（開皇10年）、高智慧の乱が起こると、泉州は100日あまりにわたって包囲を受けた。591年（開皇11年）、救援の軍は来ず、城内の糧食も尽きて、樹皮を剥いで食いつないだ。反乱軍に降伏するのをよしとせず、敵の総攻撃を受けて泉州は陥落し、劉弘は戦死した。
子に劉長信があり、その官爵を嗣いだ。

## 伝記資料
- 『隋書』巻71 列伝第36
- 『北史』巻85 列伝第73